# Delitto di regime - Il caso Don Minzoni
Delitto di regime - Il caso Don Minzoni è uno sceneggiato televisivo in 2 puntate, trasmesso per la prima volta dalla Rai nel 1973, per la regia di Leandro Castellani, basato sull'omicidio di don Giovanni Minzoni, parroco di Argenta, avvenuto il 23 agosto 1923 ad opera dei fascisti.

## Trama

### Prima puntata
Don Giovanni Minzoni, pluridecorato cappellano militare durante la prima guerra mondiale, è attivo nell'assistenza sia alle persone disagiate che ai familiari delle vittime dello squadrismo fascista; egli si dimostra contrario alla politica di terrore che sembra crescere nella provincia di Ferrara, secondo le direttive imposte da Italo Balbo, in quel momento capo della polizia, e per questo viene dapprima minacciato da Augusto Maran, un fascista del luogo, e poi ucciso a bastonate la sera del 23 agosto 1923 da un gruppo di fascisti mentre, in compagnia dell'amico Enrico Bondanelli, stava facendo ritorno alla canonica.

Arrigo Pozzi, un giornalista dell'Avvenire d'Italia, raccoglie notizie e testimonianze, identificando in Antonio Lanzoni, un altro fascista di Argenta, uno degli aggressori e Ida, la sorella della vittima, rifiuta sia le condoglianze porte da Tommaso Beltrani, il fiduciario del fascio di Ferrara, che la rappresentanza fascista ai funerali del fratello.
Questi tenta di rassicurarla, dicendole che i responsabili saranno presto trovati ed, allo scopo di tacitare lo sdegno dell'opinione pubblica, chiede a Maran di costituirsi, rivelandogli che l'indagine è stata già tolta al tenente dei carabinieri Borla, che ha identificato entrambi come gli altri due occupanti della macchina, insieme ai probabili assassini, che si è recata a Ferrara la sera dopo l'omicidio e che sarà presto trasferito, aggiungendo che chiederà personalmente a Italo Balbo di fermare l'inchiesta di Pozzi; il giornalista infatti viene convocato personalmente dal gerarca, il quale gli ordina di cessare la sua ricerca di notizie, sostenendo di essere in grado, in caso di rifiuto, di fabbricare prove che sostengano che il religioso è stato ucciso per una "questione di donne".
Nel marzo del 1924, circa sette mesi dopo il delitto, Balbo si reca da Beltrani, rimproverandogli la permanenza in carcere di Maran, ancora in attesa di giudizio, sostenendo che prima delle imminenti elezioni politiche questi deve essere liberato, aggiungendo che tali elezioni dovranno essere condotte con il metodo di fare uscire dall'urna gli elettori con la scheda aperta, allo scopo di identificarne l'eventuale voto contrario, ma il segretario di federazione sostiene la linea della "parvenza di legalità", dimostrandosi contrario sia ai metodi elettorali di Balbo che alla liberazione prima del processo di Maran, venendo per questo rimosso dall'incarico e cacciato dal partito.

Prima della sua partenza per l'estero, dove ha deciso di recarsi temendo per la sua vita, Beltrani si incontra con Alfredo Morea, suo vecchio compagno d'armi durante la grande guerra ed al momento deputato del Partito Repubblicano, consegnandogli un memoriale da lui scritto sul delitto di Don Minzoni, dove sono contenuti i nomi degli assassini, dei mandanti e delle protezioni delle quali essi godono.
Il partito fascista vince le elezioni del 1924 ed il 30 maggio l'onorevole Giacomo Matteotti, segretario del Partito Socialista Unitario, ne denuncia la validità in un accorato intervento alla Camera dei deputati ma, il 10 giugno, viene rapito e sarà rinvenuto cadavere due mesi dopo, sollevando una nuova ondata di sdegno nell'opinione pubblica, accompagnata dalla stampa di opposizione che chiede le dimissioni del governo presieduto da Benito Mussolini e dai "secessionisti dell'Aventino", ossia i deputati dell'opposizione che si astengono dai lavori parlamentari, i quali sollecitano Re Vittorio Emanuele ad ordinare al Duce di dimettersi.
Contemporaneamente Renato Padovani, giornalista del quotidiano La Voce Repubblicana si incontra con Giuseppe Donati, direttore de Il Popolo, suggerendogli di risollevare la questione del delitto Don Minzoni, per affiancarlo a quello di Matteotti, informandolo inoltre sia del memoriale che Morea ha ricevuto da Beltrani, contenente informazioni sui veri responsabili dell'omicidio, che sulla sua intenzione di uscire, il giorno del primo anniversario della morte del religioso, con un articolo che denuncerà i nomi degli assassini ed il mandante, nella persona di Italo Balbo.

Giacomo Piperno interpreta Dino Grandi

Balbo viene convocato dal Sottosegretario agli interni Dino Grandi, il quale respinge l'idea del gerarca di seguitare ad utilizzare i metodi dello squadrismo per tacitare le opposizioni e la stampa, ammonendolo inoltre sul pericolo rappresentato sia dalla posizione del Re, in quanto capo dell'esercito, che dalla possibilità che questo possa schierarsi contro il fascismo, e l'idea proposta dal partito è quella di sconfessare legalmente la tesi della Voce Repubblicana, proponendo querela al quotidiano, allo scopo di fornire all'opinione pubblica l'idea che il fascismo sia comunque sottomesso alla legge, di ottenere una condanna per calunnia per gli antifascisti, che gioverebbe anche al caso Matteotti, e per chiudere definitivamente il caso Don Minzoni.
Il processo per diffamazione contro Renato Padovani inizia innanzi al tribunale di Roma il 19 novembre 1924 ed immediatamente il pubblico ministero preposto, il dott. Macaluso, viene sostituito dal dott. Farlenza, fedele al fascismo, ed Italo Balbo dichiara di avere avuto con la federazione di Ferrara rapporti solo sporadici, sottolineando il precedente proscioglimento di Maran dall'accusa mossagli dal tribunale di Ferrara. L'avvocato difensore porta consistenti prove a sostegno della tesi della Voce Repubblicana, leggendo anche lettere autografe dello stesso Balbo, indirizzate a Beltrani, sui metodi da condurre per reprimere le attività di opposizione nel ferrarese, tesi confermata anche da Donati, il quale legge in aula una lettera scritta da Balbo al prefetto di Ferrara, nella quale "consigliava" la bastonatura degli oppositori, garantendone l'impunità. Il Presidente del tribunale chiede la testimonianza dell'onorevole Morea sul reperimento dei documenti consegnatigli da Beltrani mentre Grandi si mostra critico nei confronti di Balbo, chiedendone le dimissioni, comunicandogli che Mussolini ha già designato il generale Asclepia Gandolfo come suo successore, dimissioni che Balbo firmerà.

### Seconda puntata
L'onorevole Morea depone innanzi al giudice, sostenendo la responsabilità di Balbo in ogni azione nella provincia di Ferrara, compresa l'esautorazione dei fascisti contrari alla sua linea di condotta, e Donati, in possesso del memoriale di Beltrani, indica in due fascisti della sezione di Casumaro, comandata da Raoul Forti, come gli esecutori materiali dell'omicidio ed il processo si conclude con l'assoluzione di Padovani e la condanna al pagamento delle spese processuali per Balbo. L'atteggiamento di Mussolini tuttavia muta profondamente ed, il 3 gennaio 1925, egli, dinnanzi alla Camera, assume su di sé la responsabilità del delitto Matteotti e la repressione violenta contro gli oppositori riprende vigore, tesi pienamente appoggiata da Italo Balbo.
Il 22 luglio 1925, innanzi alla Corte d'assise di Ferrara si apre il processo per l'assassinio di Don Minzoni e per il tentato omicidio di Enrico Bondanelli: gli imputati detenuti sono, oltre a Lanzoni e Maran, Giorgio Molinari e Vittorio Casoni, ritenuti gli esecutori materiali del reato, mentre, non presenti sono il console Raul Forti, il suo aiutante di campo Carlo Ciaccia e Tommaso Beltrani, in quel momento tutti latitanti ma, subito dopo l'inizio del dibattimento, i primi due decidono di costituirsi in aula.

Giulio Brogi interpreta Italo Balbo

Il giudice chiede conto a Forti della riunione nella quale, su ordine di Balbo, è stata decisa la morte del religioso ma questi nega ogni addebito e l'udienza viene sospesa a causa della rinunzia al mandato da parte dell'avvocato Ferrando, legale di parte civile, colpito dal mutamento di clima, concretizzato nell'aggressione subita da Giovanni Amendola, che lo porterà alla morte, e dalla fuga in Francia di Donati, ma soprattutto dalla minaccia da parte dei fascisti di devastare le sedi dell'Azione Cattolica in caso si fosse presentato in aula, ritenendo che il processo non avrà un verdetto equo.
Anche Maran, nonostante le testimonianze avverse, nega l'accusa ma la testimonianza di Miglioli, l'autista che lo aveva trasportato a Ferrara, proseguendo per Casumaro per riportare Molinari e Casoni, sembra smentirlo, così come Romagnoli, un altro testimone, il quale, dichiara che la sera del delitto Maran e Lanzoni avevano cenato insieme ai due assassini, ma, una volta uscito dalla Corte, viene aggredito e picchiato dai fascisti. Lanzoni, analogamente al complice, nega di essere stato presente al fatto ma Marianti, un suo conoscente che stava rientrando a casa, dichiara di averlo visto in compagnia dei due ed allontanarsi di corsa senza averlo salutato, ed il tenente Borla, riferisce sia delle minacce subite da Don Minzoni, udite da lui anche personalmente, ad opera di Maran che della sua rimozione dall'incarico e del suo immediato trasferimento dopo l'omicidio.
Dopo che il commissario De Sario ha deposto sullo spostamento, grazie alle informazioni ricevute, delle indagini da Argenta a Casumaro, Italo Balbo si presenta in aula ed, immediatamente dopo, il pubblico ministero dichiara di non volere avvalersi del memoriale di Beltrani, sostenendo che questo è il frutto di un atteggiamento di vendetta da parte di un coimputato, aggiungendo che le prove e le testimonianze fino a quel momento rese sono sufficienti, eliminando in questo modo qualsiasi connivenza del regime, ed il verdetto sarà di assoluzione per tutti gli imputati.

## Inesattezze storiche
- Italo Balbo viene definito capo della polizia ma, all'epoca dei fatti, il grado era occupato dal generale Emilio De Bono, mentre Balbo sarebbe divenuto capo della Milizia Volontaria per la Sicurezza Nazionale l'anno successivo.

## Curiosità
- Pietro Biondi interpreta Giuseppe Donati, direttore de Il Popolo, e, nel film dello stesso anno di Florestano Vancini Il delitto Matteotti, interpreta Filippo Filippelli, direttore del Corriere Italiano.